# Греческий военно-морской флот в Первой мировой войне
Греческий военно-морской флот (греч. Ελληνικό Βασιλικό Ναυτικό — Королевский флот Греции, либо просто Βασιλικό Ναυτικό, сокр. ΒΝ — Королевский флот, официальное название ВМФ Королевства Греция) в годы Первой мировой войны пережил два периода: период нейтралитета Греции, когда греческий флот стал объектом политического антагонизма и был нейтрализован, и Национального раскола — период активного участия в войне.

Военно-морской флаг Королевства Греция с 1863 года.

## Предыстория
В ходе Первой Балканской войны (1912—1913) и после побед над османским флотом в сражениях у Элли и при Лемносе, греческий флот запер османский флот в Дарданеллах и установил свой полный контроль в Эгейском море.
Одновременно были освобождены острова расположенные в северной части Эгейского моря.

## Состав греческого флота в Балканские войны
- 1 броненосный крейсер «Авероф»;
- 3 броненосца типа «Идра»: «Идра», «Спеце», «Псара»;
- 1 лёгкий крейсер 2-го ранга «Миаулис» (остался в резерве);
- 14 эсминцев: 4 типа «Тиэлла»[англ.], 4 типа «Ники»[англ.], 4 «зверя» (типа «Аэтос»), 2 типа «V»;
- 2 паровые канонерки типа «Актион»: «Актион» и «Амвракиа»;
- 11 миноносцев: типа «Хиос» (№ 6—10), типа «V» (№ 11—16), типа «4» (№ 18), и трофейный типа «Акхисар» — «Никополис»;
- 4 малые канонерки типа «Сфактирия»: α, β, γ и δ;
- 4 канонерки — паровых барка: «Ахелоос», «Алфиос», «Эвротас» и «Пиниос»;
- 1 подводная лодка «Дельфин I»;
- 4 минных заградителя: «Эгиалиа», «Монемвасиа», «Навплиа» и «Арис»;
- 2 парохода: «Панэллинион» и трофейный «Фуад»;
- 4 войсковых транспорта: «Сфактириа», «Микали», «Иониа» и турецкий трофей 1897 года — «Крити»;
- 4 вспомогательных крейсера: «Аркадиа», «Афины», «Эспериа» и «Македония»;
- 5 паровых шхун: «Пликсавра», «Айдон», «Кисса», «Кихли» и «Саламина»;
- 3 парусных голета (шхун): «Микали», «Матилди» и «Аргос»;
- 2 буксира: «Олимпос» и «Вурла»;
- 1 танкер «Иоаннис Куцис»;
- 2 водолея: «Сфингс» и «Кархариас»;
- 1 судно обслуживания маяков «Тенедос».

В ходе Балканских войн греческий флот не понёс безвозвратных потерь, но с другой стороны, по окончании войн, не получил значительных пополнений.

## Гонка морских вооружений

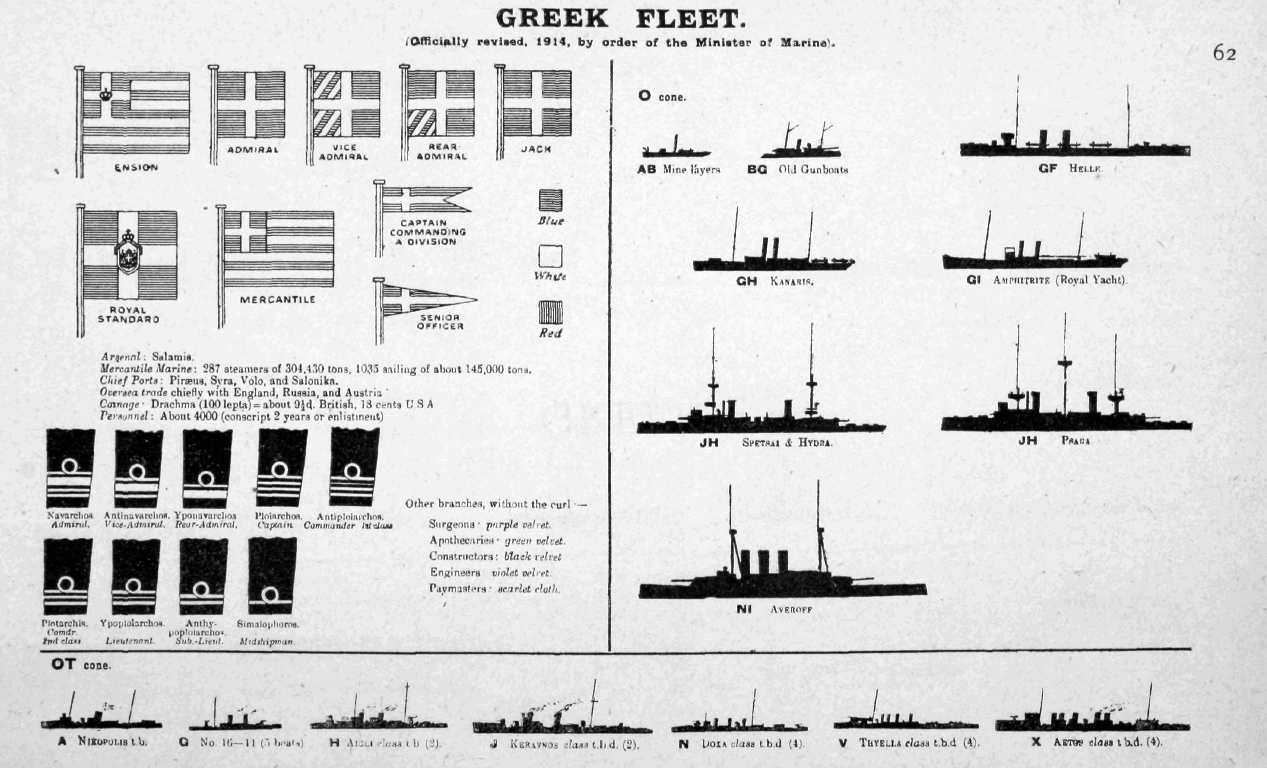
Греческий флот в 1914 году.

К 1914 году, Османская империя вышла из катастрофических для неё Балканских войн, после которых она была вынуждена уступить бо́льшую часть своих европейских территорий, кроме Восточной Фракии, странам православного Балканского союза.
Сохранялось напряжение с Греческим королевством, которое после побед своего флота над османским, освободило и де-факто контролировало греческие острова северо-восточной части Эгейского моря. Крит и острова Тасос, Псара и Икария были закреплены за Грецией ещё Лондонским мирным договором 1913 года. Статус остальных островов подлежал подтверждению Великими державами. Османская империя сохраняла свой интерес к этим островам, в особенности к островам Хиос и Лесбос. Греция, из экономических соображений, желала демобилизовать свою армию.
Во избежание новой войны стороны подписали 1 (14) ноября 1913 года мирное соглашение, в котором эти острова не упоминались, оставляя их де факто под греческим контролем и ожидая разрешения их международного статуса:271.
В феврале 1914 года, Великие державы, согласились с тем, что Греция удержит большинство из них, с чем никак не могло смириться османское правительство. Учитывая то, что в Балканские войны греческий флот запер османский флот в Дарданеллах и пытаясь преодолеть качественное превосходство греческого флота, османское правительство начало гонку военно-морских вооружений. Османская империя даже успела заказать в Англии готовый к передаче в течение нескольких недель самый большой, на тот момент, дредноут в мире, водоизмещением, в 33 тысяч тонн:284.
Приглашённый в 1913 году в качестве реформатора турецкой армии, немецкий генерал Лиман фон Сандерс, в преддверии мировой войны, советовал туркам приступить к гонениям греческого населения на малоазийском побережье Эгейского моря:119. Греческое население Османской империи насчитывало тогда 2,5 млн человек:118:A-120. Резня в Фокее стала кульминацией предвоенных гонений греческого населения эгейского побережья, после которой тысячи беженцев хлынули на греческие острова Самос, Хиос и Лесбос:119:120.
Ещё 20 мая 1914 года турецкий посол в Афинах, от имени своего правительства, предложил обменять греческое население вилайета Смирны на мусульманское население Македонии. Чтобы разрядить обстановку греческий премьер-министр Э. Венизелос согласился обсудить вопрос. Но гонения не прекращались. 11 июня Венизелос выступил в парламенте с угрозами в адрес Турции, если гонения продолжатся. Одновременно, греческий генштаб стал готовить внезапную высадку в Дарданеллах, силами одного армейского корпуса и при поддержке флота:119.
В ответ на начатую османами гонку вооружений на море, греческое руководство предприняло ряд спешных мер. На тот момент, за исключением линкора «Саламис», строившегося в Германии ещё с начала Балканских войн и оставшегося недостроенным, греческий флот не ожидал пополнения новыми кораблями.

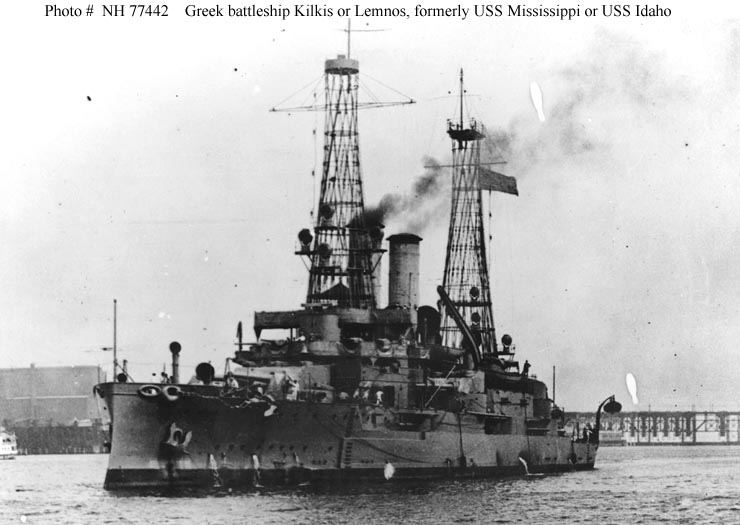
Линкор «Лемнос» (или «Килкис») в США, 1914 год.

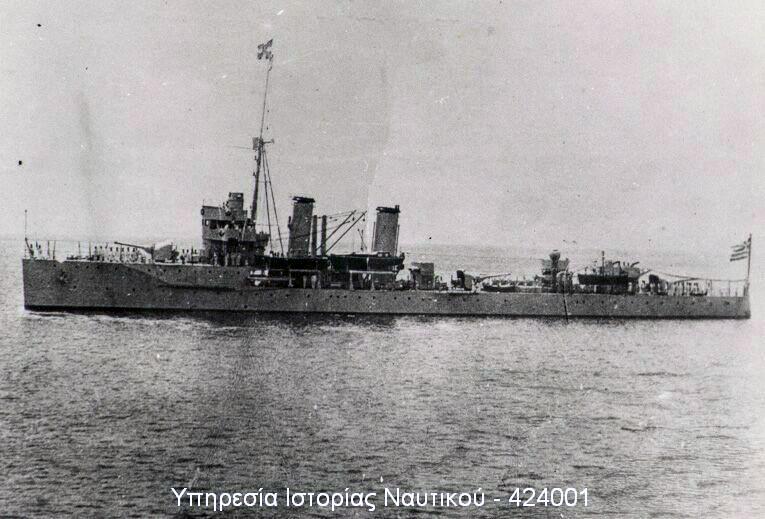
Лёгкий крейсер «Элли».

30 июня 1914 года Греция в спешном порядке закупила в США линкоры «Лемнос» и «Килкис» постройки 1905 года. Несмотря на свою тихоходность (макс. 17 узлов) и малый для океана надводный борт, линкоры были существенным пополнением для греческого флота.
Одновременно был закуплен лёгкий крейсер «Элли» — бывший китайский «Фэйхун» (Уэйда — Джайлза: Fei-hung), американской постройки 1913 года.

## Начало войны — Национальный раскол

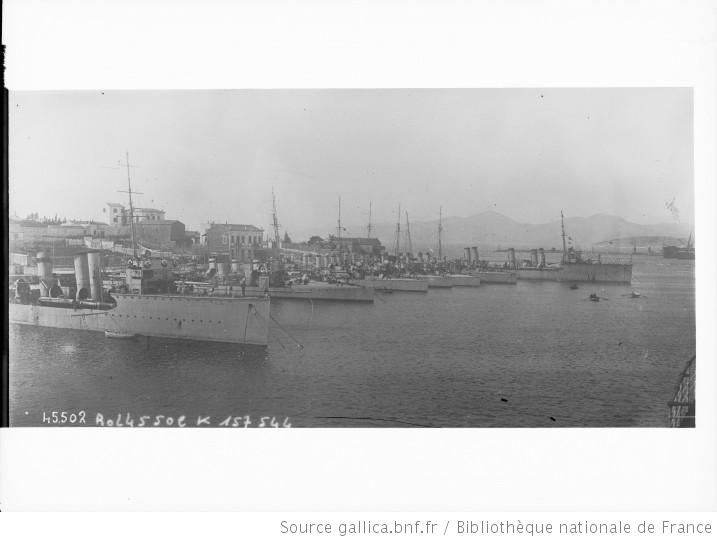
Эсминцы и миноносцы греческого флота на стоянке в Пирее, 1915 год.

В период с окончания Балканских войн (1913) до начала Первой мировой войны наблюдался антагонизм Великих держав для привлечения Греции на свою сторону в надвигающейся войне:305.
Австрийская, а затем немецкая дипломатия, обещая территориальные приобретения, обратились к Греции с предложением игнорировать существующий союзный договор с Сербией и ударить сербам в тыл. Ответ греческого премьер-министра Э. Венизелоса остался в истории и в памяти сербского народа: «Греция слишком маленькая страна, чтобы совершить столь великое бесчестие»:306.
Начало Первой мировой войны усугубило и без того сложные отношения Венизелоса и короля Константина. Венизелос был рьяным сторонником вступления Греции в войну на стороне Антанты. Его первым успехом в начале войны было занятие, с разрешения Антанты, в октябре 1914 года, Северного Эпира, что было осуществлено VII дивизией генерала А. Папуласа:343.
Однако Константин и генштаб армии были склонны верить в победу Германии. Готовясь к Галлипольской операции, союзники запросили участия в ней греческой армии и флота. В обмен Венизелос запросил передачу Греции, после войны, Восточной Фракии, западного побережья Малой Азии, а также британский тогда Кипр. Обещанная союзниками компенсация была впечатляющей и даже Константин заколебался:344.
Однако королева София, сестра кайзера Вильгельма и офицеры генштаба сумели переубедить Константина. В результате, в марте 1915 года, Венизелос подал в отставку, но вновь победил на последовавших затем выборах:345.
Сразу после формирования нового правительства, Венизелос начал мобилизацию. Одновременно союзники (Великобритании и Франция) обещали ему прислать на север страны свои войска. В сентябре 1915 года в Салоники прибыли первые части французской армии под командованием генерала М. Саррая:346.
22 сентября Константин заявил, что передумал и не согласен с союзом с Антантой. С этого момента начали образовываться два греческих государства:
- нейтральное государство Афин;
- союзное Антанте государство Салоник.

## Конфискации и разоружения кораблей королевского флота
В мае 1916 года англо-французы официально объявили морскую блокаду государству Афин:347.

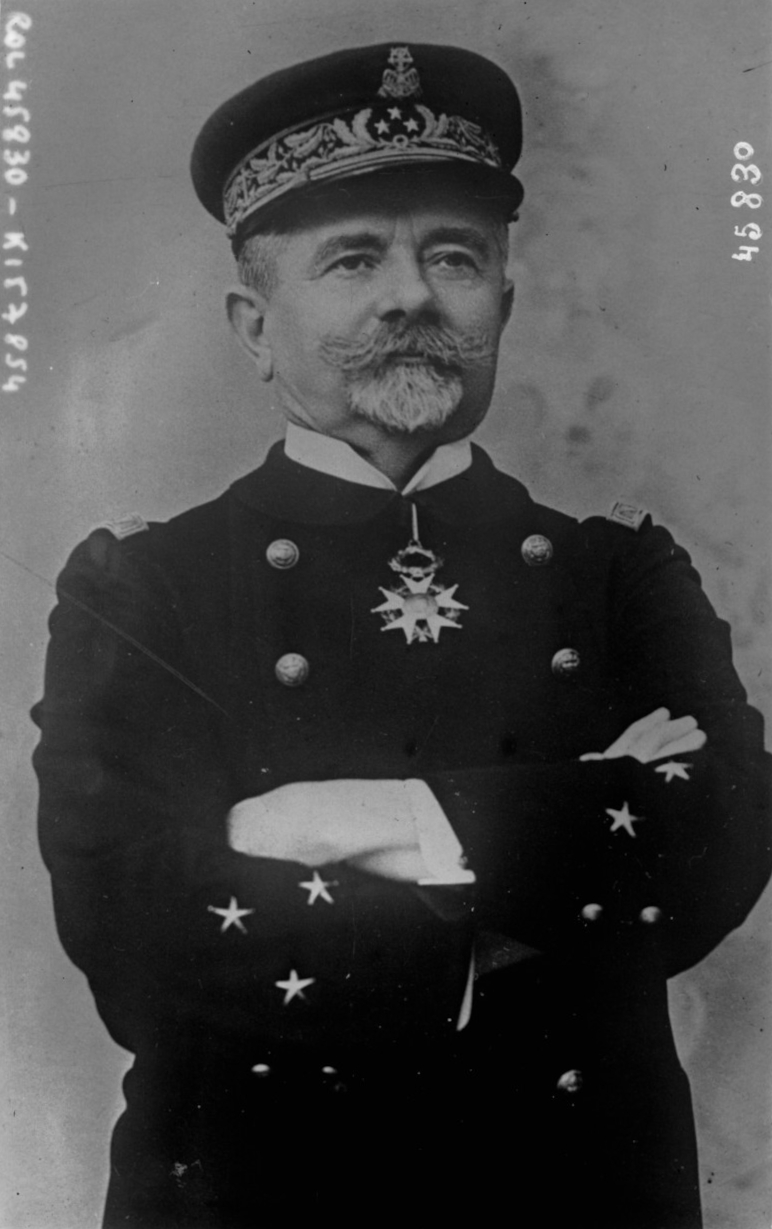
Адмирал Дартиж дю Фурнье.

В августе французское правительство приказало адмиралу Дартиж дю Фурнье (Louis Dartige du Fournet, 1856—1940) занять Пирей и потребовать изгнания немецкого посла из Греции и генерала Виктора Дусманиса из генштаба:351.
16 сентября Венизелос и бывший командующий флотом адмирал Павлос Кунтуриотис образовали в Салониках революционное «Правительство Национальной Обороны»:351.
После того как немцы летом 1916 года разгромили Румынию и решили развернуть силы против союзников в Македонии, генерал Морис Саррай, желая обезопасить свои тылы, потребовал у французского правительства разоружить «Грецию Константина»:353.
Одновременно 16 (29) октября октября немецкая подводная лодка потопила у островка Флевес, всего в 15 милях от Пирея, греческий пассажирский пароход «Ангелики», направлявшийся в Салоники с добровольцами и боеприпасами для «Армии национальной обороны». Погибло 185 человек. Через 4 дня и на том же месте, немецкая подводная лодка потопила греческий торговый пароход «Кики Исайя». Похороны подобранных погибших прошли в Пирее и сопровождались антиправительственными и антигерманскими демонстрациями сторонников Венизелоса:А-141.
Французское правительство приказало адмиралу Фурнье занять базу королевского греческого флота в Саламине:353.
25 октября (7 ноября), в атмосфере раскола на греческом флоте и отсутствия чётких приказов со стороны короля, французский флот занял Саламин практически без проблем.
Французы конфисковали и мобилизовали под французским флагом и с французскими экипажами почти все корабли греческого так называемого «лёгкого флота» (лёгкий крейсер «Элли», 14 эсминцев, 5 миноносцев, 2 подводные лодки и 8 вспомогательных судов). Из них, около года и до их возвращения греческому флоту, эсминцы «Аспис», «Велос» и «Ники» использовались в противолодочном патрулировании между южной Францией и Корсикой, а эсминцы «Докса» и «Навкратуса» для противолодочного патрулирования между Алжиром и Тулоном Фурье потребовал разоружения греческих броненосцев:323, что также было осуществлено практически без проблем: старые броненосцы «Идра», «Спеце», «Псара» уже были на отстое после окончания Балканских войн, а крейсер «Авероф» и линкоры «Лемнос» и «Килкис» были оставлены с третью своих экипажей и без торпед и боеприпасов. Кроме этого, с кораблей были удалены орудийные затворы.
16 ноября Фурнье потребовал изгнания послов Германии, Австрии, Болгарии и Турции и передачи союзникам 10 артиллерийских горных батарей.

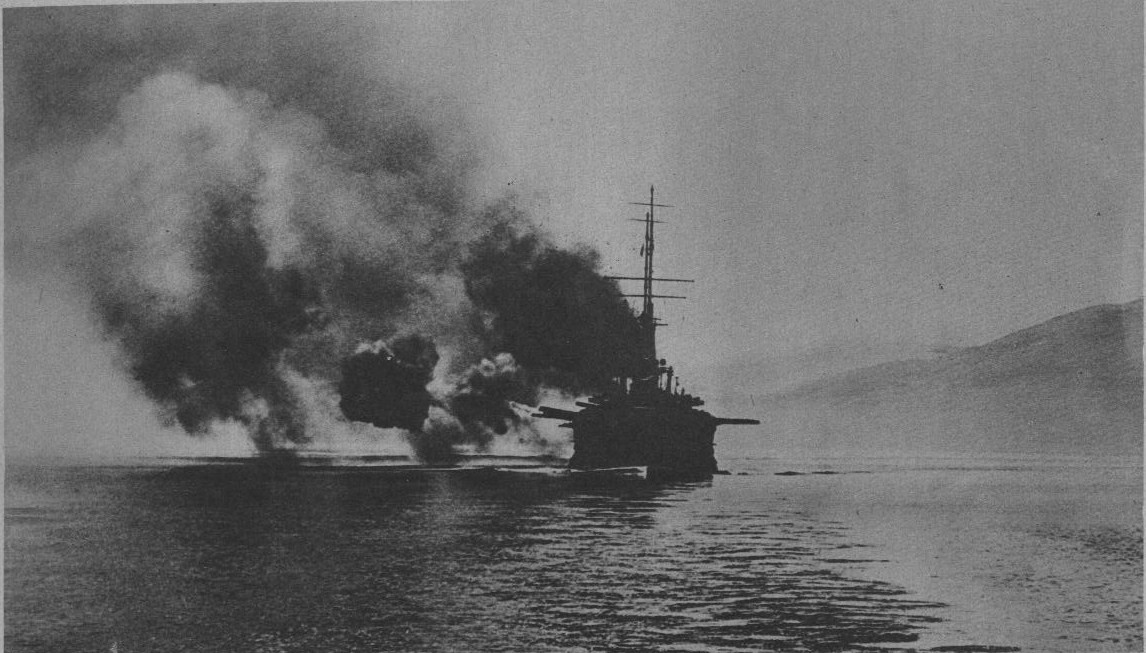
Французский додредноут «Мирабо» обстреливает Королевский дворец в Афинах, ноябрь 1916 года.

В целях оказания давления на королевское правительство и удовлетворения своих требований, 18 ноября Фурнье высадил в Пирее отряды союзных моряков (до 3 тыс. человек:А-143) и направил их к Афинам. Однако колонна союзников попала в засаду вооружённых греческих монархистов и ретировалась в Пирей с большими потерями (Д. Фотиадис пишет о 64 убитых, 167 раненных и 80 пленных офицеров и моряков союзников, 26 убитых, 52 раненных и 60 пленных у греческих монархистов:А-144). Большие потери стали причиной того, что позже адмирал Фурнье предстал перед трибуналом французского флота:354.
В ответ французский флот начал обстреливать королевский дворец:324. Обстрел и столкновения были прекращены после вмешательства дипломатических миссий в 19:00. Союзные моряки вернулись на свои корабли:А-144. Победа монархистов ознаменовала начало террора против сторонников Венизелоса:354.

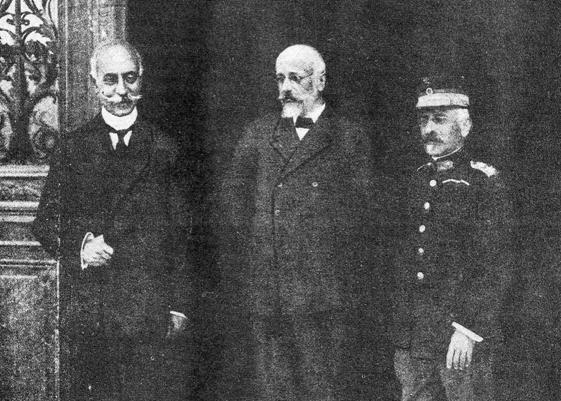
Салоникский триумвират (слева направо): адмирал Павлос Кунтуриотис, премьер-министр Элефтериос Венизелос, генерал Панайотис Данглис.

24 ноября триумвират Венизелос — Кунтуриотис — Данглис объявил из Салоник о низложении короля Константина:355. Однако Константин оставался на месте, имея, как пишет историк Т. Герозисис, имея поддержку «Интернационала монархов», включая русского царя, английского двора и, разумеется, германского кайзера:355. Ситуация изменилась с отречением русского царя и вступление в войну США:355. Союзники заняли Коринфский перешеек. 30 мая Константин уступил трон своему второму сыну, принцу Александру. Венизелос вернулся в Афины, установив власть Правительства национальной обороны:356.

## Восстановление греческого флота — участие в войне

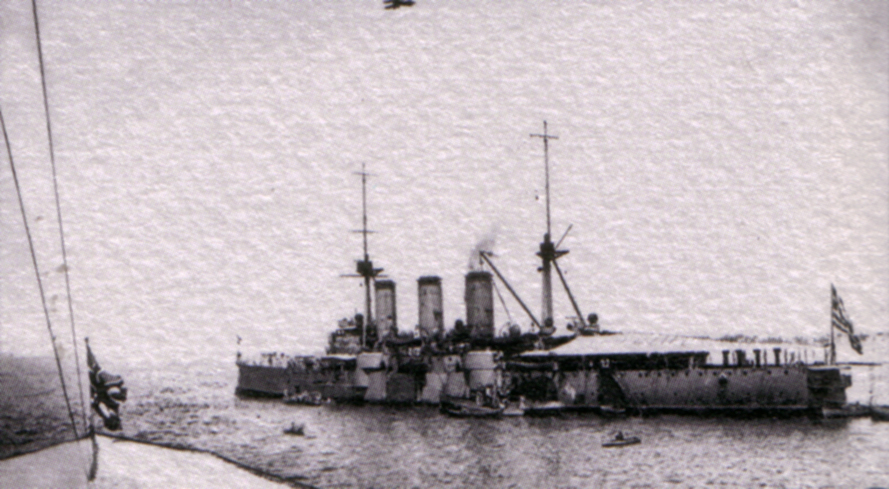
Греческий крейсер «Авероф» в составе союзной эскадры. Снимок сделан с британского корабля, 1917—1918 год.

Одновременно с развёртыванием греческих дивизий на Македонском фронте, в 1917 году союзники начали возвращать конфискованные корабли греческому флоту. Были возвращены практически все корабли. Лишь эсминец «Докса» 27 июня 1917 года, под французским флагом и с французским экипажем, сопровождая конвой, был потоплен германской подводной лодкой UB-47, недалеко от Мессинского пролива, в результате чего погибли 29 членов экипажа (по окончании войны, греческий флот получил от союзников, в качестве компенсации за «Доксу» австрийский эсминец Ulan, который был переименован в «Смирна»). Однако все возвращённые корабли были в ужасном техническом состоянии. Хуже всего обстояло дело с подводными лодками «Дельфин I» и «Ксифиас» возвращёнными к концу войны. Адмирал Г. Мезевирис в своих мемуарах пишет что аккумуляторы подлодок были разрушены, в силу того что они оставались незаряжёнными в течение длительного времени. Попытка возвращения подлодок в строй была признана экономически нецелесообразной и они были выведены из состава флота в 1920 году.
Среди эсминцев в наихудшем состоянии оказался эсминец «Неа Генеа». Эсминец не мог развить ход более 26 узлов. Кроме этого французский колониальный экипаж из Сенегала время от времени продавал запасные части корабля и продал всю судовую утварь. Ремонт корабля был признан экономически нецелесообразным. В течение года корабль использовался как водолей. Экипажи и ремонтники греческого флота предприняли огромные усилия для скорейшего восстановления как возвращённых кораблей, так и кораблей стоявших на отстое. Миноносцы «Алкиони», «Аретуса», «Дорис», «Дафни II» и «Эгли» были немедленно задействованы для сопровождения конвоев и противолодочного патрулирования.
Из эсминцев самая ответственная задача была возложена на 4 эсминца типа «Аэтос», за которыми на греческом флоте закрепилось прозвище «звери» (греч. Θηρία): «Аэтос» (с греч. — «орёл»), «Пантир» (с греч. — «пантера»), «Иэракс» (с греч. — «сокол»), «Леон» (с греч. — «лев»).
Вместе с крейсером «Авероф» эсминцы прибыли 12 июля 1918 года в Мудрос на острове Лемнос и вступили в союзную англо-франко-греческую «эскадру Эгейского моря».
Основной целью этой эскадры было блокирование Дарданелл и не допущение выхода в Эгейское море немецкого броненосца «Гёбен» и российских броненосцев, которые как ожидали союзники, после Русской революции могли пасть в руки немцев и турок. Здесь, на Лемносе, экипажи греческих кораблей встретили капитуляцию Османской империи и подписание Мудросского перемирия в конце октября 1918 года.

## Морская авиация в Первой мировой войне

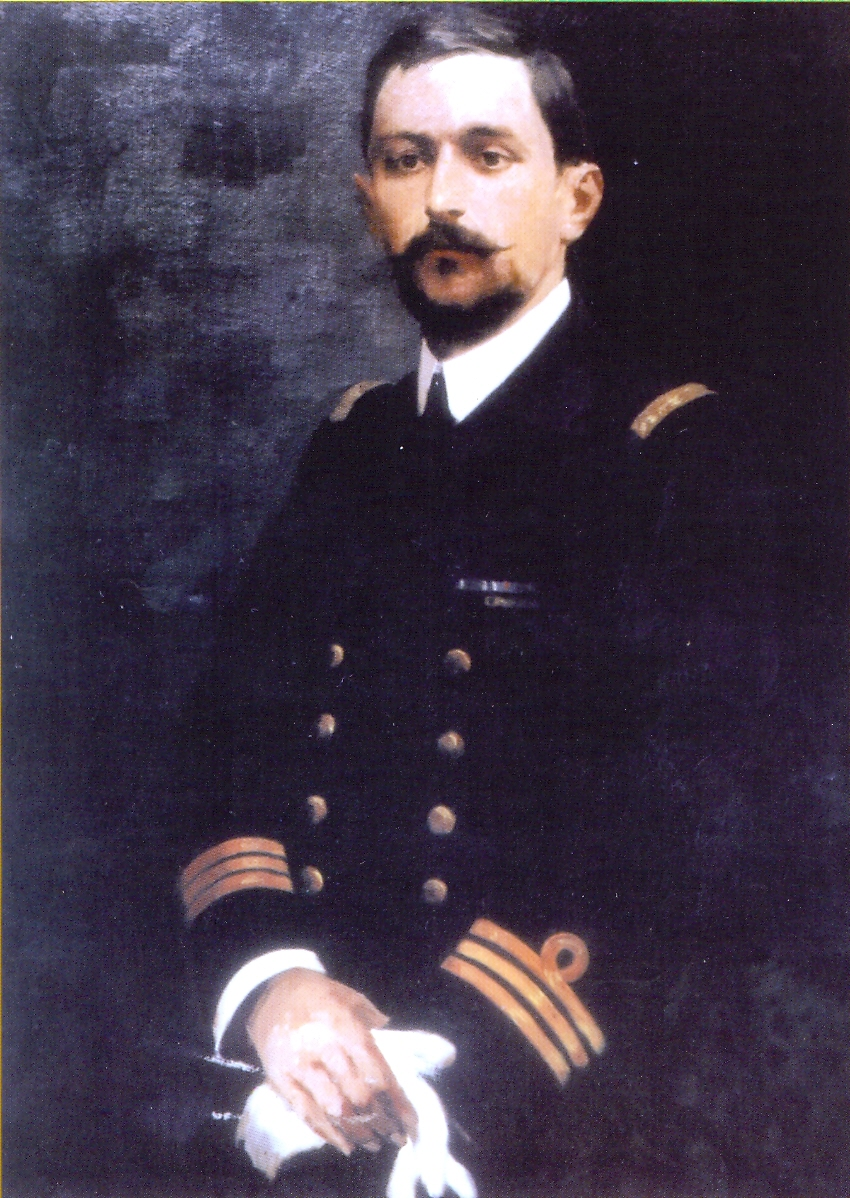
Аристидис Морайтинис, ас греческой морской авиации и её командир её эскадрильи H2 в годы Первой мировой войны.

Первый боевой вылет в истории мировой военной морской авиации был совершён в Первую Балканскую войну греческими пилотами М. Мутусисом и А. Морайтинисом. Результатом успешного использования самолётов в морской войне стало создание греческим флотом 20 апреля 1914 года Морского Авиационного Корпуса (Навтико́ Аэропорико́ Со́ма, греч. Ναυτικό Αεροπορικό Σώμα, сокр. ΝΑΣ).
Содействие в создании ΝΑΣ было оказано британской миссией, с помощью которой в Великобритании были заказаны 3 гидроплана Sopwith Greek Seaplane, первый из которых прибыл в Грецию в мае 1914 года. В Элевсине, в 30 км от Афин, было создано лётное училище, в котором Морайтинис и ещё 2 греческих пилота прошли в октябре 1914 года лётную подготовку на новых самолётах. Почти сразу эскадрилья ΝΑΣ была усилена 4 самолётами Henry Farman ΗF.22.
С началом Первой мировой войны и после Национального раскола и формирования правительства Национальной обороны в македонской столице в сентябре 1916 года, ΝΑΣ последовал за Венизелосом.

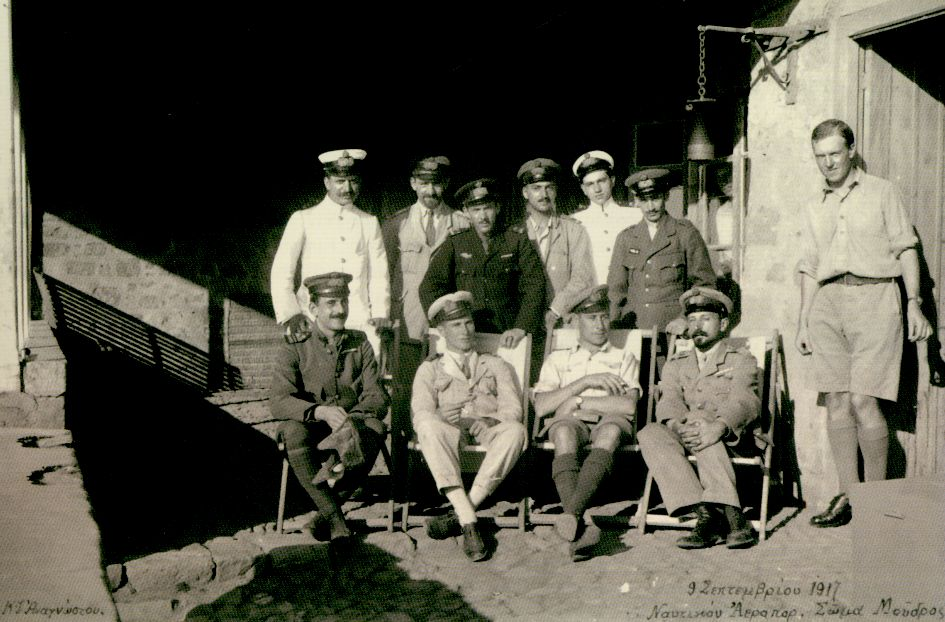
Греческие и британские пилоты в Мудросе, 1917 год. Морайтинис сидя крайний справа.

Самолёты греческой военно-морской авиации были переданы под британское командование и действовали как на македонском фронте, так и базируясь на островах Лемнос и Тасос в операциях в черноморских проливах.
С октября 1916 года Морайтинис принял командование ΝΑΣ, который был включён во II британское крыло Королевских морских воздушных сил (Royal Naval Air Service, сокр. RNAS).
18 марта 1917 Морайтинис и лейтенант Психас, на самолёте Henry Farman HF.22, произвёл бомбардировку аэродрома Зеревич у города Драма, разрушив ангары немецких и болгарских самолётов. Впоследствии он произвёл бомбардировку железнодорожной станции Драмы, уничтожив 3 железнодорожных состава.
Успешные действия греческих морских лётчиков ΝΑΣ привели к созданию греческой «Эскадрильи Ζ» в мае 1917 года. «Эскадрилья Ζ», совместно с британскими эскадрильями, успешно действовала против целей в Восточной Фракии и в боях над Галлипольским полуостровом. Особенно отмечены действия «Эскадрильи Ζ» и самого Морайтиниса при выходе «Гёбен» и «Бреслау» в январе 1918 года из Дарданелл. Морайтинис, на истребителе Sopwith Camel F.1 отличился в очередной раз, сбив три вражеских самолёта, пытавшихся перехватить бомбардировщики союзников. Греческий Sopwith 1½ Strutter был сбит немецким ассом Эмилем Мейнеке (Emil Meinecke). Его пилот лейтенант Спиридон Хамбрас погиб.
В марте 1918 года ΝΑΣ насчитывал уже 4 эскадрильи (Η1, Η2, Η3 и Η4) и 43 самолёта (Airco DH.4, Airco DH.6, Airco DH.9, Royal Aircraft Factory B.E.2, Bristol Scout C, Henry Farman HF.22, Short 184, Sopwith Baby, Sopwith Bat-Boat, Sopwith Camel F.1, Sopwith Greek Seaplane, Sopwith Pup, Sopwith Strutter 9400 Fighter, Sopwith Strutter 9700 Bomber, Sopwith Triplane), располагая аэродромами в Фалере, Тасосе, Мудросе, Ставросе и в Сунионе. Морайтинис возглавил эскадрилью Η2.
В июне 1918 года ΝΑΣ осуществил бомбардировку целей в Малой Азии, нейтрализуя деятельность немецкой и турецкой авиации над восточной частью Эгейского моря. Действуя с острова Лесбос, эскадрилья Н2 Морайтиниса произвела бомбардировку аэродромов Казимира, Смирны, Санджак-кале и Менемена, а также военных объектов в самом городе Смирна и моста в Магнисии. В ходе одного из налётов, Морайтинис на гидроплане Farman, подверг бомбардировке немецкий крейсер в порту Смирны.
Примечателен эпизод с запечатанным конвертом, сброшенным османским самолётом над островом Лесбос, в котором турки просили узнать о судьбе двух своих пилотов, сбитых греками над Хиосом. 20 июля Морайтинис сбросил на аэродром Казимир свой ответ, в котором информировал, что османские пилоты живы-здоровы и что туркам не следует беспокоиться, поскольку греки с уважением относятся к пленным.
В ходе войны, греческая морская авиация получила признание союзников, а сам Морайтинис получил британский орден «За выдающиеся заслуги».

## Константинополь

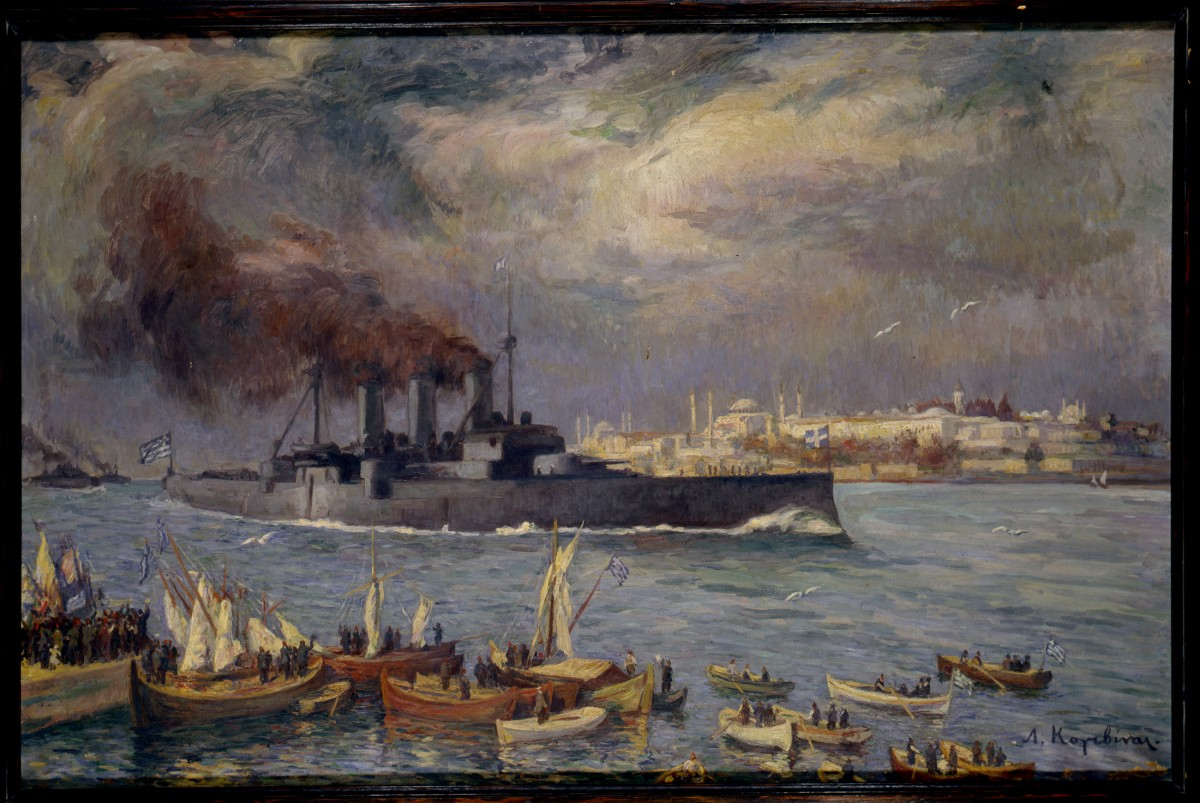
Греческий «Георгиос Авероф (крейсер)» в Константинополе в 1919 году. Работа художника Ликурга Когевинаса.

После поражения Османской империи и подписания Мудросского перемирия (1918), османский флот «практически перестал существовать». В Константинополе стали базироваться корабли стран Антанты, включая корабли военно-морского флота Греции. Для греков, сам факт постановки на якоря греческого флагмана «Авероф» напротив султанского дворца Долмабахче, почти через пять столетий после того как Константинополь был захвачен турками, естественным образом принял символический характер.

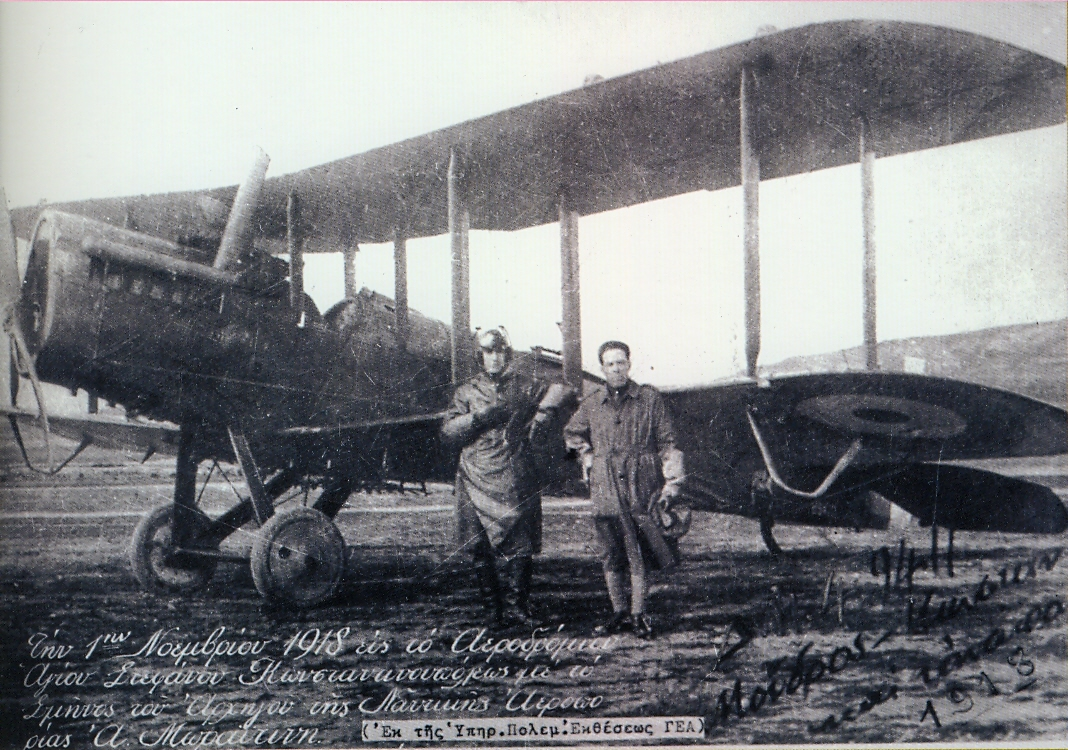
Греческие морские пилоты И. Теологис и К. Палеологос из эскадрильи Н2 А. Морайтиниса на аэродроме Сан Стефано, ноябрь 1918 года.

Одновременно морская эскадрилья Н2 А. Морайтиниса перебазировалась на аэродром в Сан Стефано, в 11 км от Константинополя, встречаемая в свою очередь с восторгом греческим населением.
Французский журналист и писатель M. Paillares в своей книге «Кемализм» (Paillarès, Michel Le Kémalisme devant les allies) свидетельствовал:

Непрерывные возгласы и крики радости потрясали Константинополь. Ни в Страсбурге, ни в Меце Союзники не познали такого апофеоза. Даже камни пришли в движение, чтобы выразить благодарность рабов своим героям, которые пришли освободить их от тирании. Как будто мёртвые вышли из своих могил и пели вместе с живыми гимн Свободе.

## После Первой мировой войны

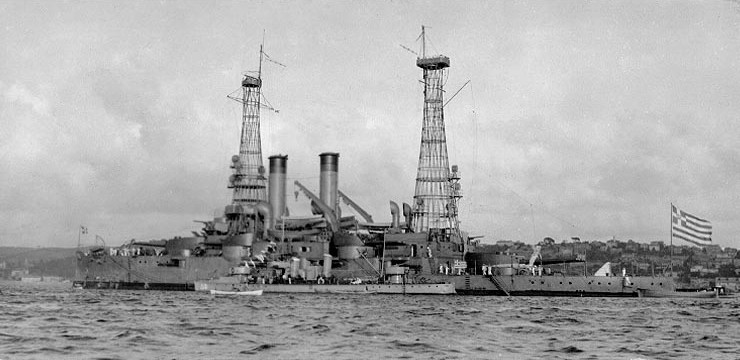
Греческие линкор «Лемнос» и миноносец «Дафни» в Константинополе, 1919 год.

Базируясь в Константинополе, т. н. Вторая эскадра греческого флота, приняла участие в Украинском походе греческой армии, предпринятом по просьбе Антанты в поддержку Белого движения (декабрь 1918 — апрель 1919). В той или иной мере в Украинском походе приняли участие 13 кораблей греческого флота. Командующим греческой эскадры Константинополя в период Украинского и в начальный период последующего Малоазийского походов был контр-адмирал Г. Какулидис.
Адмирал Какулидис знал Россию и владел русским языком: в своё время (до 1897 года) он прошёл трёхгодичную стажировку на российском Дальнем Востоке на борту броненосного крейсера «Адмирал Нахимов».
В последовавшем Малоазийском походе греческой армии (1919—1922) флот не имел реального противника на море. За исключением самолётов морской авиации (одна эскадрилья), принявших непосредственное участие в походе, действия флота как такового были ограничены поддержкой высадки войск, патрулированием и досмотром иностранных торговых судов в акватории Эгейского моря, несколькими обстрелами турецких портов на Чёрном море и, наконец, эвакуацией экспедиционного корпуса из Малой Азии в 1922 году.
Малоазийский поход завершился Малоазийской катастрофой, не в последнюю очередь, по выражению Д. Дакина, по причине действий союзных Франции и Италии, которые «поправ вопиющим образом свои обязательства и подписи, кроме всего прочего, возмутительно игнорировали вопрос о судьбе греческих, а также армянских христиан»:347.
При этом, горькой иронией является тот факт, что греческий флот, за свой вклад в победу союзников в Первой мировой войне, принял участие в 1922 году в разделе флота Австро-венгерской империи. Речь идёт о миноносцах типа Tb 82 F и Tb 98 M. Все греческие миноносцы этих типов получили имена древних греческих городов Малой Азии, оставленных греческой армией в том же 1922 году: «Пергамос» (Пергам), «Пруса» (Бурса), «Панормос» (Бандырма), «Киос» (Гемлик), «Кидониэ» (Айвалык), «Кизикос» (Кизик).
Но разорённое десятилетием войн греческое государство не располагало средствами ни для пополнения, ни для обновления флота. Для греческого флота эти 6 австрийских миноносцев были единственным пополнением, ставшим ценным хотя бы потому, что до подписания Лозаннского соглашения в 1923 году, возобновление военных действий было более чем вероятным, и в случае возобновления войны флоту отводилась особая роль.
Многие корабли греческого флота, принявшие участие в Первой мировой войне или полученные как репарации за эту войну, к началу Второй мировой войны оставались в составе флота и в своём большинстве были потоплены немецкой авиацией в апреле 1941 года:
- линкор (броненосец) «Килкис» — 24 апреля 1941 года;
- эсминцы «Тиэлла» — 22 апреля 1941 года, «Леон» — 15 мая 1941 года;
- миноносцы «Киос» — 23 апреля 1941 года, «Пруса» — 4 апреля 1941 года, «Кизикос» — 25 апреля 1941 года, «Пергамос» — 25 апреля 1941 года, «Кидониэ» — 26 апреля 1941 года, «Дорис» — 23 апреля 1941 года, «Алкиони» — 23 апреля 1941 года, «Эгли» — 24 апреля 1941 года, «Аретуса» — 25 апреля 1941 года.